# 新都区
新都区是中国四川省成都市的一个市辖区，位于成都市北部，距离成都市中心天府广场约20公里，是成都的八大卫星城之一、城北副中心，城区已与成都五城区、青白江区、广汉市连成一片，是成都重要的商贸集聚区及高端装备制造业基地。2017年，被纳入成都中心城区。

## 历史沿革
新都为古蜀国都邑，于公元前七世纪左右由蜀王开明氏称帝后所建，为有别于杜宇氏的旧都郫邑，得名“新都”。
公元前221年，秦置新都县，隶蜀郡，后隶广汉郡（子同郡）。西晋泰始二年（266年），设新都郡，属梁州，领新都等四县。宋、齐时属益州广汉郡，梁属始康郡。西魏废帝二年（533年）改隶蜀郡，隋开皇二年（598年）改为兴乐县，随即并入成都县。唐武德二年（619年）复置、复名为新都县，隶剑南道益州（后更名为蜀郡、成都府）。宋属四川路成都府路成都府，元属四川等处行中书省成都路，明属四川布政使司成都路，清属四川省成绵龙茂道成都府，民国初年属四川省西川道。
1950年，新都县隶属川西行署温江专区。1953年，改隶四川省温江专区。1960年2月，撤销新都县并入新繁县。1962年10月，恢复新都县。1965年7月，撤销新繁县并入新都县。1983年，温江地区撤销，改隶成都市。2001年11月，国务院批复同意撤销新都县，设立成都市新都区，以原新都县的行政区域为新都区的行政区域，区人民政府驻新都镇（今桂湖街道），2002年1月1日正式挂牌成立。

## 行政区划
新都区下辖7个街道办事处、2个镇：
大丰街道、三河街道、新都街道、新繁街道、石板滩街道、斑竹园街道、桂湖街道、清流镇和军屯镇。

## 现任领导
| 机构     | · 中国共产党 · 成都市新都区委员会 · 书记 | 成都市新都区人民代表大会 常务委员会 主任 | 成都市新都区人民政府 区长 | · 中国人民政治协商会议 · 成都市新都区委员会 · 主席 | 成都市新都区监察委员会 主任 |
| -------- | ---------------------------------------- | ---------------------------------------- | ------------------------- | -------------------------------------------------- | --------------------------- |
| 姓名     | 许兴国                                   | 戴军                                     | 李云                      | 方正行                                             | 钟思勇                      |
| 民族     | 汉族                                     | 汉族                                     | 汉族                      | 汉族                                               | 汉族                        |
| 籍贯     | 四川省宜宾市                             | 四川省眉山市                             | 四川省自贡市              | 四川省邛崃市                                       |                             |
| 出生日期 | 1970年10月（54歲）                       | 1963年5月（61歲）                        | 1973年2月（52歲）         | 1963年5月（61歲）                                  |                             |
| 就任日期 | 2017年7月                                | 2016年2月                                | 2016年12月                | 2016年2月                                          | 2018年2月                   |

## 自然地理
新都区地处四川盆地川西平原腹地、都江堰自流灌区，土地肥沃，气候温和，物产丰富，历史上被誉为“蜀中宝玉”、“天府明珠”，是四川著名的粮库之一，是全国著名的商品粮油生产基地，素有“天府粮仓”之称。区内北有清白江，南有毗河，中有锦水河分干渠，水源充足。
新都区属于中亚热带湿润季风气候区，气候温和，雨量充足，温湿同季，水热同步，四季分明，年均气温16.1℃，年均降水量为828.3毫米，年均日照时数为1214.9小时。

## 人口
2020年末，成都市第七次全国人口普查公报显示：新都区常住人口为1558466人，男性人口占比50.72%，女性人口占比49.28%，年龄结构中0-14岁占比14.73%，15-59岁占比70.31%，60岁以上占比14.96%，65岁以上占比11.15%。

## 交通
- 高速公路
  -  京昆高速（成绵段）
  -  成都绕城高速
  -  成渝环线高速（成绵段）
- 国家铁路
  - 西成客运专线：新都东站
  - 宝成铁路：新都站
- 地铁
  - 成都地铁 3号线
  - 成都地铁 5号线

## 经济
新都区位优越，是成德绵高新技术产业带重要节点城市，位于成都城市发展北中轴线，是“蓉欧快铁”和“南丝绸之路”的起点城市。
2017年新都区地区生产总值达到722.67亿元，同比增长8.9%，其中第一产业、第二产业、第三产业占比为3.9：59.5：36.6。实现社会消费品零售总额176.01亿元，同比增长14.6%。

## 著名景点
- 升庵桂湖，川西园林代表作之一，入选第四批全国重点文物保护单位[20]
- 宝光寺，全国重点寺庙，入选第五批全国重点文物保护单位

## 歷史名人
- 楊廷和（1458年-1529年），字介夫，号石斋，明朝中葉大臣、政治改革家，为武宗、世宗两朝内阁首辅，后被革职。谥文忠。[6][21][22]
- 杨廷仪，字正夫，杨廷和弟，官至礼部尚书。[6]
- 楊慎，字用修，號昇庵，楊廷和長子，正德六年辛未科狀元（也是明朝四川唯一一名状元）。官至翰林院修撰，以議大禮忤世宗意，謫戍雲南，歿於是。在哲学、史学、天文、音乐等多领域都有较高的造诣，与解缙、徐渭合称“明朝三才子”。谥文宪。[6][23][24]

## 特产
- 新繁棕编，入选第三批国家级非物质文化遗产名录[25]
- 新都柚，曾多次获得全国柚类“金杯奖”、农业博览会国家银奖[26]
- 五香金钩豆腐干，曾于1915年荣获在旧金山万国博览会上的金质奖章和奖状[27]
- 杏仁甜豆瓣
- 清流板鸭
- 新繁泡菜[28]
- 宝光禅茶[29]